# Comuna Greci, Mehedinți
Greci este o comună în județul Mehedinți, Oltenia, România, formată din satele Bâltanele, Blidaru, Greci (reședința), Sălătruc, Valea Petrii și Vișina.
Greci,Mehedinți

## Demografie
Componența etnică a comunei Greci
     Români (91%)
     Alte etnii (0%)
     Necunoscută (9%)
Componența confesională a comunei Greci
     Ortodocși (90,82%)
     Alte religii (0%)
     Necunoscută (9,18%)
Conform recensământului efectuat în 2021, populația comunei Greci se ridică la 1.067 de locuitori, în scădere față de recensământul anterior din 2011, când fuseseră înregistrați 1.292 de locuitori. Majoritatea locuitorilor sunt români (91%), iar pentru 9% nu se cunoaște apartenența etnică. Din punct de vedere confesional, majoritatea locuitorilor sunt ortodocși (90,82%), iar pentru 9,18% nu se cunoaște apartenența confesională.

## Politică și administrație
Comuna Greci este administrată de un primar și un consiliu local compus din 9 consilieri. Primarul, Liviu-Mihai Giurescu[*], de la Partidul Național Liberal, este în funcție din 1 noiembrie 2024. Începând cu alegerile locale din 2024, consiliul local are următoarea componență pe partide politice:
|  | Partid                    | Consilieri | Componența Consiliului | Componența Consiliului | Componența Consiliului | Componența Consiliului | Componența Consiliului |
|  | ------------------------- | ---------- | ---------------------- | ---------------------- | ---------------------- | ---------------------- | ---------------------- |
|  | Partidul Național Liberal | 5          |                        |                        |                        |                        |                        |
|  | Partidul Social Democrat  | 4          |                        |                        |                        |                        |                        |